# Virginia Berasategi
Virginia Berasategi Luna (Bilbao, 15 de julio de 1975) es una deportista española que compitió en triatlón y duatlón, campeona mundial y doble campeona europea de triatlón de larga distancia, así como doble campeona europea de Ironman 70.3.

## Trayectoria
Ganó una medalla en el Campeonato Europeo de Triatlón de 1997. En la modalidad de triatlón de larga distancia obtuvo cuatro medallas en el Campeonato Mundial entre los años 1997 y 2010, y dos medallas en el Campeonato Europeo en los años 2009 y 2010.
Consiguió una medalla en el Campeonato Mundial de Ironman de 2009, y tres medallas en el Campeonato Europeo de Ironman 70.3 entre los años 2007 y 2012. En duatlón logró una medalla en el Campeonato Mundial de 1997.
En mayo de 2013 dio positivo en un control antidopaje que se le realizó tras el Triatlón de Bilbao, fue sancionada con dos años de suspensión.

## Palmarés internacional
| Campeonato Europeo | Campeonato Europeo   | Campeonato Europeo | Campeonato Europeo |
| Año                | Lugar                | Medalla            | Prueba             |
| ------------------ | -------------------- | ------------------ | ------------------ |
| 1997               | Vuokatti (Finlandia) | Medalla de plata   | Individual         |

| Campeonato Mundial | Campeonato Mundial      | Campeonato Mundial | Campeonato Mundial |
| Año                | Lugar                   | Medalla            | Prueba             |
| ------------------ | ----------------------- | ------------------ | ------------------ |
| 1997               | Niza (Francia)          | Medalla de bronce  | Individual         |
| 2002               | Niza (Francia)          | Medalla de bronce  | Individual         |
| 2003               | Ibiza (España)          | Medalla de oro     | Individual         |
| 2010               | Immenstadt (Alemania)   | Medalla de bronce  | Individual         |
| Campeonato Europeo |                         |                    |                    |
| Año                | Lugar                   | Medalla            | Prueba             |
| 2009               | Praga (República Checa) | Medalla de oro     | Individual         |
| 2010               | Vitoria (España)        | Medalla de oro     | Individual         |

| Campeonato Mundial | Campeonato Mundial     | Campeonato Mundial | Campeonato Mundial |
| Año                | Lugar                  | Medalla            | Prueba             |
| ------------------ | ---------------------- | ------------------ | ------------------ |
| 2009               | Hawái (Estados Unidos) | Medalla de bronce  | Individual         |

| Campeonato Europeo | Campeonato Europeo   | Campeonato Europeo | Campeonato Europeo |
| Año                | Lugar                | Medalla            | Prueba             |
| ------------------ | -------------------- | ------------------ | ------------------ |
| 2007               | Wiesbaden (Alemania) | Medalla de oro     | Individual         |
| 2008               | Wiesbaden (Alemania) | Medalla de oro     | Individual         |
| 2012               | Wiesbaden (Alemania) | Medalla de plata   | Individual         |

| Campeonato Mundial | Campeonato Mundial | Campeonato Mundial | Campeonato Mundial |
| Año                | Lugar              | Medalla            | Prueba             |
| ------------------ | ------------------ | ------------------ | ------------------ |
| 1997               | Guernica (España)  | Medalla de bronce  | Individual         |